# Dolfijnen zijn betere mensen
Dolfijnen zijn betere mensen (Franse titel: Un animal doué de raison) is een sciencefictionroman uit 1967 van de Franse schrijver Robert Merle. Un animal doué de raison betekent een met rede begiftigd dier. Het origineel werd uitgebracht in 1967 door Édition Gallimard, De Nederlandse versie werd uitgegeven door Uitgeverij Het Spectrum in de Prisma Pocketsreeks onder catalogusnummer 1455; kostprijs 4 gulden. De achterflap van het boek vermeldde als aanvulling: "razend knap verteld met moderne stijlmiddelen", staande voor lange beschrijvingen in zinnen waarbij de komma de enige interpunctie is. Het boek diende later als basis voor de film The Day of the Dolphin. In het voorwoord haalt Merle Oorlog met de salamanders van Karel Čapek aan vergelijkbaar boek, al ging dat in Merles ogen over een verzonnen dier, terwijl hij over "echte" zoogdieren schreef.

## Synopsis
Wetenschapper dr.  Sevilla doet in de Verenigde Staten onderzoek naar de intelligentie van dolfijnen. Hij leert met twee dolfijnen Fa en Bi eenvoudige communicatie te voeren. Hij slaagt daarin met korte woorden en zinnen (dolfinees). Het proces wordt opgehouden door de moeilijke communicatie met mensen, collegae en overheidsinstanties. Het verhaal speelt zich af met op de achtergrond de Vietnamoorlog en de poging van China om grootmacht te worden. De Amerikaanse overheid krijgt steeds meer interesse voor het project, zeker als een van hun marineschepen tot zinken wordt gebracht. Ze probeert vervolgens de dolfijnen zo te trainen zodat ze zeemijnen aan vijandelijke schepen kunnen koppelen.     